# Катамаран
Катамаранът (от тамилски кату - „завързване“ и марам - „дърво“) е двукорпусен плавателен съд. Катамараните са използвани от древната тамилска династия Чола от 5 век за превоз на флота им и завладяване на отделни региони в Югоизточна Азия като Бирма, Индонезия и Малайзия.
Катамаранът е относително нов дизайн при плавателните съдове за развлечение и спорт, но такива съдове са използвани от хилядолетия в Океания, където полинезийските катамарани и канута с балансьори са позволили на полинезийците да достигнат и до най-отдалечните острови.

## Тримаран
Вариантът на катамарана с 3 корпуса се нарича тримаран. Обикновено централният корпус е основният плавателен съд, а от двете страни са балансиращите съдове.